# Národní cyklotrasa 36
Národní cyklotrasa 36 (zvaná také jako Magistrála Český les–Krušné hory) je cyklotrasa spojující Všeruby v Českém lese s Měděncem v Krušných horách.

## Vedení trasy
Cyklotrasa začíná ve Všerubech, kde se (stejně jako cyklotrasa 33) odděluje od cyklotras 3A a 2014. Následně kopíruje silnici II/109, k rozcestí U bývalého Myslíva ji doprovází modrá turistická značka (dále mířící k Novému Klíčovu) a následně k Maxovu žlutá turistická značka (tady odbočuje k hranicím). Z Maxova pokračuje po téže silnici přes Starý a Nový Spálenec a Spáleneček Domažlickým průsmykem do obce Česká Kubice.
Následuje cesta přes Teplou Bystřici, okolo Šárky a Jeleního stánku a podél Chladné Bystřice, po svazích Čerchova a Dlouhé skály až na rozcestí Hlinitá cesta, kde se odpojuje odbočka na hranicím označovaná jako C34. O něco dále se odděluje i odbočka 36A na vrchol Čerchova. Cyklotrasa následně míří okolo vrcholů Na skalce a Květné skaliny do Lískové a odtud podél Nemanického potoka přes Nemaničky a Nemanice, přes Novosedlský potok, do Novosedel. V Nemanicích se oddělují cyklotrasy 2280 (na Novosedelské Hutě) a 2281 (na Novou Huť).
Z Novosedel pokračuje okolo bývalé Mýtnice a Pily k bývalém Úporu, kde se připojuje odbočka přes bývalou Lučina ke státním hranicím, a po svazích Kozího vrchu a Březového kopce a okolo zříceniny zámečku Dianin Dvůr k Vršku, odkud pokračuje spolu s cyklotrasou 2141 na Rybník, před nímž 2141 míří na Závist. V části Draha se připojuje cyklotrasa 2282 od Šidlákova. Následně míří podél Radbuzy do Mostku a po svazích Velkého Zvonu přes bývalou obec Václav na Pleš a Železnou Huť. Odtud pokračuje s cyklotrasou 37 na Železnou a dále již sama částečně podél Farského potoka k zámečku Diana ve vsi Diana. Tady se odpojuje cyklotrasa 2239 (na Přimdu) a 36 pokračuje spolu s Kolowratovou NS na Svatou Kateřinu, před níž na chvíli přibírá cyklotrasu 2238 (od Rozvadova na Milíře). Pokračuje přes Kateřinské Chalupy, kde k Rozcestí přibírá Vyhlídkovou NS a následně částečně podél Kateřinského potoka do Hošťky, kde na chvíli přibírá cyklotrasu 2207 (od Labutě k Jestřábímu vrchu), následně přes Žebráky (za nimiž se odpojuje cyklotrasa 2172 na bývalý Bažantov) a okolo bývalého Pořejova na Maršovy Chody, kde na chvíli opět přibírá cyklotrasu 2172 (od Úšavy na Dlouhý Újezd). Od Maršových Chodů pokračuje přes Velký Rapotín do Tachova.
Do Tachova vstupuje ulicí Rapotínská a na Chodské ulici, nedaleko židovského hřbitova, přibírá cyklotrasu 2200. Po Chodské a Vodní ulici a následně podél Mže se dostávají k zámku, kde je kříží cyklotrasa 2138. Odtud pokračují i s cyklotrasou 2171 ulicí Pobřežní až k zimnímu stadionu, kde se 2171 odděluje. Obě zbývající cyklotrasy pokračují chvíli po silnici II/199 ulicí Prokopa Holého, kde se 2200 u spojovačky s ulicí Lesní odděluje a 36 míří do Světců.
Ve Světcích se opět setkává s cyklotrasou 2171, vedená sem od Tachova Knížecí alejí. Ta však následně pokračuje k vodní nádrži Lučina, zatímco 36 pokračuje po silnici do Svobodky a následně Halží, kde jí krátkou část následuje cyklotrasa 2169. Následně vede přes Žďár, kde se odpojuje cyklotrasa 2201 a připojuje cyklotrasa Euregio Egrensis, lokalitu Jalový Dvůr, kde se odděluje cyklotrasa 2202, a Hamerský potok do Broumova.
Z Broumova obě cyklostezky pokračují přes Židův kopec, Jezevčí vrch, Chodovskou Huť, za níž se napojuje cyklostezka 2137, kolem pily, kde se 2137 odpojuje na Mariánské Lázně, do Tří Seker a Krásného, kde se kromě Euregio Egrensis odděluje také cyklotrasa 361A (v části Velké Krásné). Trasa dále pokračuje přes Malé Krásné k rozcestníku U Helmutova kříže, kde se napojuje cyklotrasa 2135. Ta se odpojuje na svahu Hřebínku, kde se napojuje NS Slatina (odpojuje na rozcestí U Háje). Následně se cesta stáčí ke Svinovským dubů a okrajem Dyleňského krasu vede do Vysoké, kde ji křižuje cyklotrasa 361. Z Vysoké pokračuje přes Horní Žandov a Dolní Žandov, kde kříží cyklotrasu 2023, stáčí se přes Salajnu, v níž se odpojuje cyklotrasa 604, přes železniční trať na Palič a z něj se stáčí na Horní a Dolní Lažany.
Z Dolních Lažan pokračuje na Lipovou, kde se odděluje cyklotrasa 2129 a křižuje ji cyklotrasa Iron Curtain Trail, dále přes Dolní Lipinu, Malou Všeboř, kde přibírá cyklotrasu Iron Curtain Trail, a okolo vodní nádrže Jesenice, přičemž cestou přibírá cyklotrasu 2056. U Podhradu se odděluje, na rozcestí Šlapanská trať přibírá cyklotrasu 6 a míří na Háje u Chebu, před nimiž přibírá Valdštejnovu cyklotrasu a napojuje se na ní cyklotrasa 361.
Do Chebu přichází ulicí Zemědělská, u železniční trati se odděluje 6, zatímco 36 a Valdštejnova cyklostezka míří dále ulicí K Hájům a kousek Pelhřimovskou, z níž sjíždí (zde se odděluje cyklotrasa 2177) a přes železniční trať pokračují Klášterní a krátce i Vrbenského ulicí do ulice Klášterní mlýn a odtud přes dvojici parkovišť a po Břehnické ulici na hráz vodní nádrže Skalka. Tady se odděluje Valdštejnova cyklotrasa, naopak je přibrána cyklotrasa Iron Curtain Trail a obě pokračují nejprve ulicí Kachní kámen a následně podél Ohře do ulice Koželužská. 36 následně sama vede ulicemi Na Vyhlídce a V Lipách zpět k vodní nádrži a podél ní přes vyhlídku Chebská stráž ke Skalce, na jejímž okraji se odděluje cyklotrasa 2057.
Od Skalky pokračuje přes silnici I/6 do Komorního Dvora pod Komorní hůrkou a následně přes Slatinu a okrajem Františkových Lázní, kde se nedaleko Labutího jezírka (tady se oddělují cyklotrasy 2134 a 2179) stáčí k rybníku Amerika a částečně podél něho vede do Krapic a na okraj Ostrohu. Na okraji Ostrohu uhýbá na Poustku a přes silnici I/64 do Mýtinky, odtud přes Zelený Háj, Vojtanov, kde se odděluje cyklotrasa 2065, po silnici II/213 okolo železniční stanice na Skalnou, před níž silnici opouští, aby se na ní na Chebské ulici na kruhovém objezdu znovu napojila. U místního kostela sv. Jana Křtitele se oddělují cyklotrasy 2133 a 2134. Následně se stáčí přes Velký Luh, kde dochází k oddělení cyklotrasy 2130, Šneky, Plesnou na Smrčinu. Z centra Plesné vede odbočka k hraničnímu přechodu Lesná/Bad Brambach.
Po průjezdu Smrčinou následuje Vackov, osada Flussberg a Luby, kde se v centru napojuje na silnici II/218. U zdejšího kostela sv. Ondřeje dochází ke křížení s cyklotrasou 2132 a zároveň odtud chvíli pokračuje společně s cyklotrasou 2180, směřující dále na Opatov, zatímco 36 se stáčí k Valtéřovu a následně přes Kostelní a Počátky do Kraslic. Ještě před Kraslicemi se napojuje cyklotrasa 2178.
Do města cyklostezky vstupují Mánesovou ulicí, pokračují ulicí 5. května, kde se 2178 před mostem přes Svatavu odpojuje a 36 tak sama pokračuje po mostě ke kostelu Božího těla, kde se odděluje cyklotrasa 2045, a ulicí Pohraniční stráže a ulicí Wolkerova (na křižovatce se míjí s 2178) na Tisovou, kde část cesty vede s cyklotrasou 2043.
Z Tisové trasa míří podél Bublavského potoka, po svahu Olověného vrchu, do Bublavy a dále podél Stříbrného potoka Rájeckým údolím, okolo Přebuzského vřesoviště, kde dochází k odpojení cyklotras 2000 a 2044, se stáčí mezi Rolavská vrchoviště a okolo dolu Rolava k památníku bývalého kostela v osadě Jelení, odkud směřuje odbočka na hraniční přechod Jelení/Wildenthal. Z Jelení se přibližuje k hranicím, od kterých se následně vzdaluje po svazích Hraniční hory, Zaječího vrchu a Vlčí hory, kde se kříží s cyklotrasou 2009, na Horní Blatnou.
V centru Horní Blatné se kříží s cyklotrasou 2001 a napojují se na ní cyklotrasy 2198 a Euregio Egrensis. Za Horní Blatnou, mezi rozcestníky Pod Blatenským vrchem a Bludná, vede souběžně s nimi již jednou uvedená cyklotrasa 2001. Všechny společně pokračují až do Ryžovny, kde se 36 znovu osamostatňuje a podél Blatenského příkopu, okolo vodní nádrže Myslivny, kde se kříží s cyklotrasou 2002, a dále opět podél Blatenského příkopu do Božího Daru. V Božím Daru se od ní odpojuje cyklotrasa 2008 a napojuje cyklotrasa 2005. Následně pokračuje při hranicích s Německem, přičemž v lokalitě Nad Neklidem se 2005 odpojuje a nedaleko ní se odděluje i cyklotrasa 3000. 36 míří po silnici II/219 na okraj Loučné pod Klínovcem a následně s cyklotrasou 3002 na svah Meluzíny, kde se 3002 znovu odpojuje. Od Meluzíny cyklostezka kopíruje silnici II/223 (po té vede už od Loučné) až do Horní Halže, u níž se kříží s cyklotrasou 3004, a do Měděnce, kde končí.